# Palemydops
Palemydops es un género extinto de terápsidos cinodontos que vivió durante el período Pérmico en lo que ahora es África. Sus restos fósiles han aparecido en la meseta del Karroo, Sudáfrica.